# كأس العالم لكرة الماء فينا 1991
كأس العالم لكرة الماء (فينا) 1991 كان الموسم السابع من كأس فينا، ونظمت من قبل الاتحاد الدولي للسباحة (FINA). وجرت المنافسات في برشلونة، إسبانيا.
وتوج منتخب الولايات المتحدة بكأس البطولة. فيما حل منتخب يوغوسلافيا في المركز الثاني، ومنتخب إسبانيا في المركز الثالث.

## الترتيب النهائي
| الترتيب | الفريق           |
| ------- | ---------------- |
| الأول   | الولايات المتحدة |
| الثاني  | يوغوسلافيا       |
| الثالث  | إسبانيا          |
| 4.      | المجر            |
| 5.      | الاتحاد السوفيتي |
| 6.      | رومانيا          |
| 7.      | أستراليا         |
| 8.      | ألمانيا          |

| كأس العالم لكرة الماء فينا 1991   |
| --------------------------------- |
| · الولايات المتحدة · للمرة الأولى |